# Tryphon heliophilus
Tryphon heliophilus är en stekelart som beskrevs av Johann Ludwig Christian Gravenhorst 1829. Tryphon heliophilus ingår i släktet Tryphon och familjen brokparasitsteklar. Arten är reproducerande i Sverige. Utöver nominatformen finns också underarten T. h. nigrifemur.